# Stadion Victoria-Cetate
Stadion Victoria-Cetate – wielofunkcyjny stadion w Alba Iulia, w Rumunii. Został otwarty w 1982 roku. Obiekt może pomieścić 18 000 widzów, z czego 8000 miejsc jest siedzących. Swoje spotkania rozgrywa na nim drużyna Unirea Alba Iulia.
W celu promocji rugby poza Bukaresztem na stadionie rozegrano finał Pucharu Rumunii 2011.